# 高橋吉之助
高橋 吉之助（たかはし きちのすけ、1920年4月25日 - 1992年5月13日）は、日本の会計学者。
福岡県福岡市博多出身。慶應義塾大学法学部法律学科卒、1966年「近代勘定理論の展開 企業会計の基本構造に関する一省察」で経済学博士。慶大理工学部講師、助教授を経て、教授。1986年定年となり、名誉教授、武蔵工業大学教授を務めた。

## 著書
- 『近代勘定理論 企業会計の基本構造に関する一考察』中央経済社 1961
- 『現代の会計管理』中央経済社 1962
- 『管理のための財務諸表 作る原則・診る指標』中央経済社 1981

### 共編著
- 『簿記概論』小高泰雄共著　慶応通信教育図書　1951
- 『学校法人会計の理論』村山徳五郎共著 国元書房 1968
- 『学校法人簿記会計入門 複式簿記と会計基準のやさしい解説』村山徳五郎共著 第一法規出版 1970
- 『学校法人会計制度の基礎』青木茂男,栗山益太郎,村山徳五郎共著　国元書房 1973
- 『企業の決算行動の科学』渡瀬一紀,黒川行治,江島夏実,高橋正子共著 中央経済社 1994
- 『新学校法人簿記会計入門 複式簿記と会計基準のやさしい解説』村山徳五郎共著 第一法規出版 1979

### 翻訳
- R.N.アンソニー『経営管理システムの基礎』ダイヤモンド社 1968

## 論文
- <高橋吉之助